# Герби населених пунктів Брянської області
Герби населених пунктів Брянської області - сукупність символів самоврядних громад.
До складу Брянської області входять: 
- 6 міських округів,
- 27 муніципальних районів,
- 31 міське поселення,
- 225 сільських поселень.

Герби населених пунктів Брянської області

Міські округи
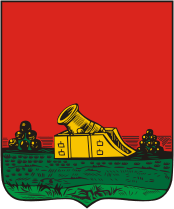
Брянськ
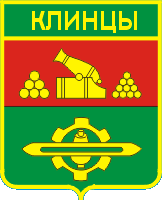
Клинці
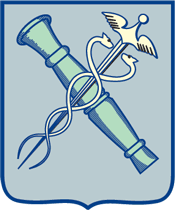
Новозибків
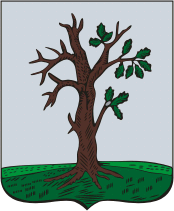
Стародуб
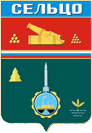
Сільце
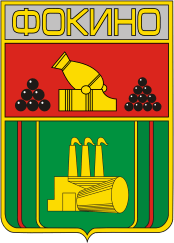
Фокине

Міські поселення
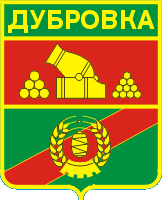
Дубровка
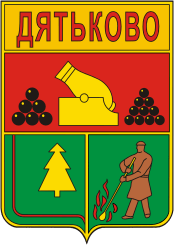
Дятькове
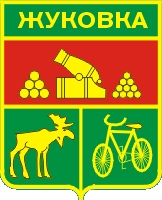
Жуківка
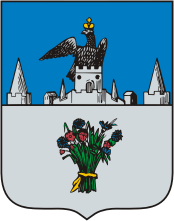
Карачев
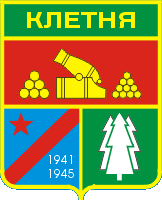
Клетня
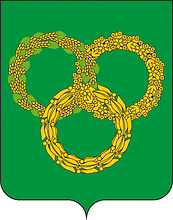
Климове
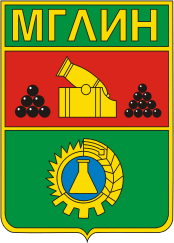
Мглин
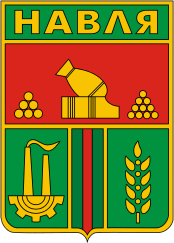
Навля
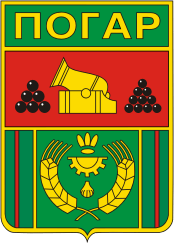
Погар
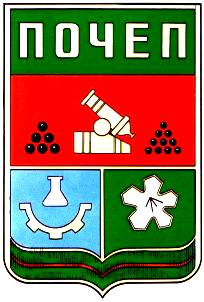
Почеп
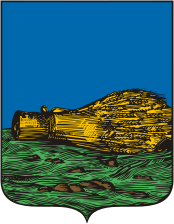
Севськ
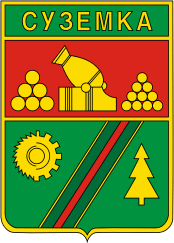
Суземка
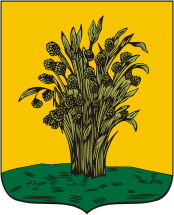
Сураж
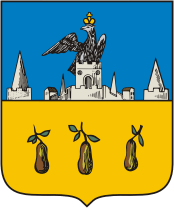
Трубчевськ
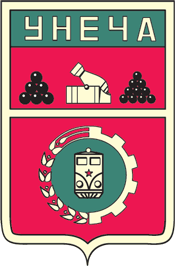
Унеча

Сільські поселення
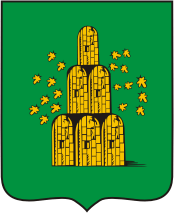
Нове Місто

Раніше існуючі поселення Брянської області
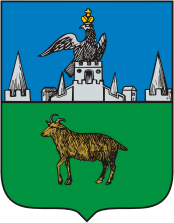
Лугань